# Sirat-Expressway

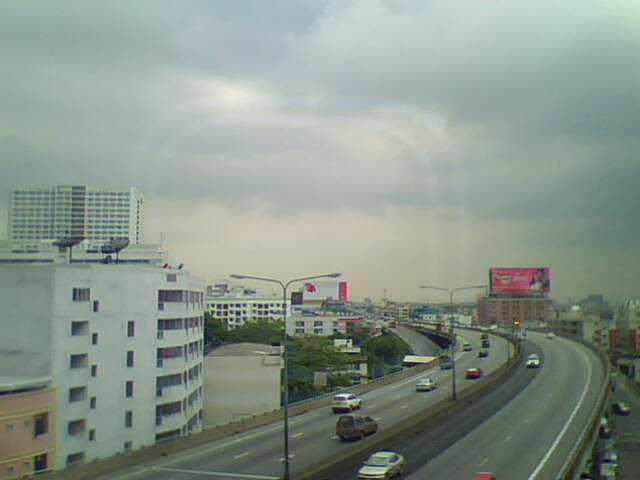
Sirat-Expressway nahe Anschlussstelle Siegesdenkmal (Bezirk Phaya Thai)

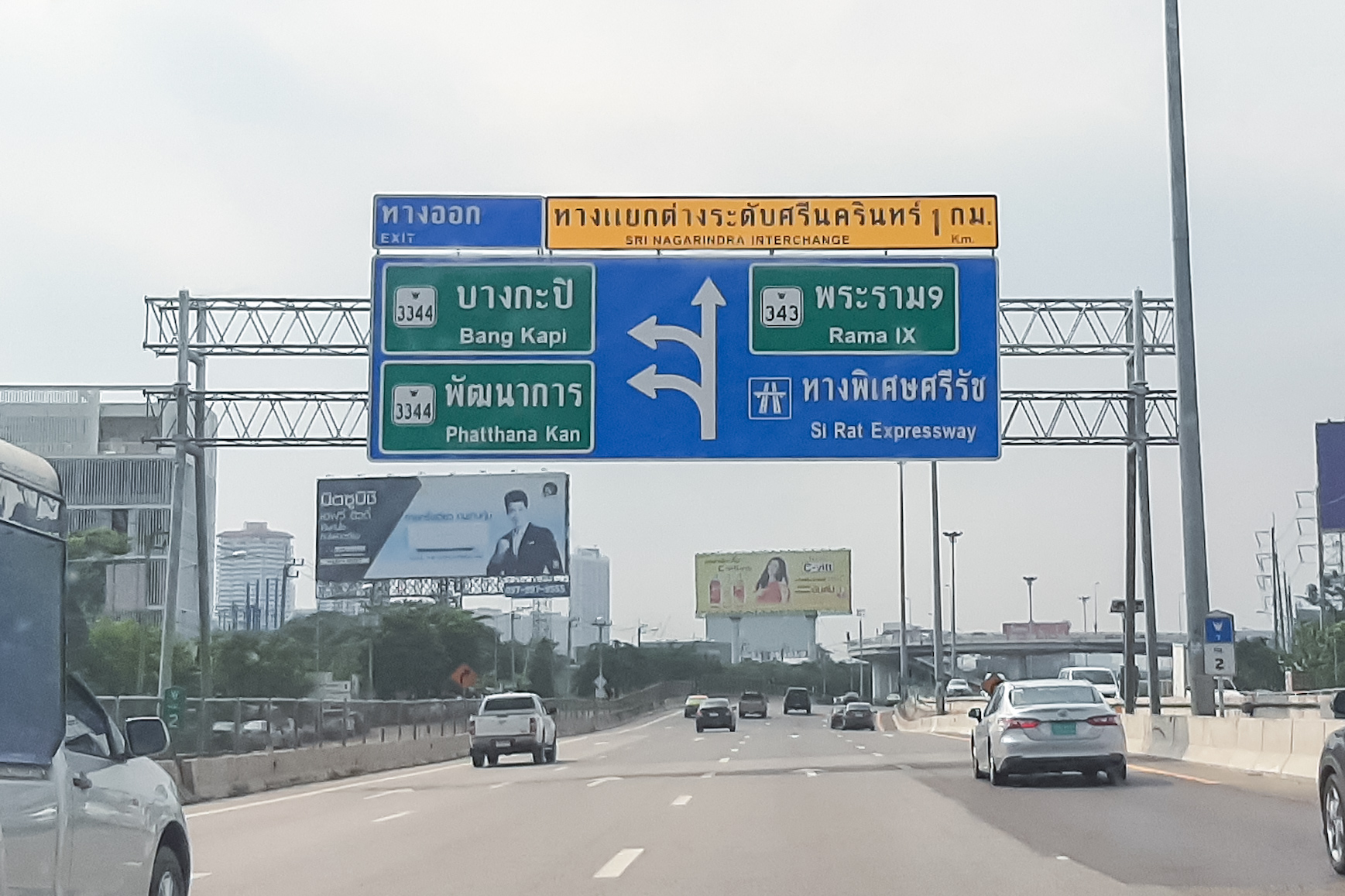
Beginn des Sirat-Expressway am Kreuz Sri Nagarindra

Der Sirat-Expressway (thailändisch ทางพิเศษศรีรัช, Aussprache: [taːŋ pʰísèt sĭ rát]) ist eine mautpflichtige Stadtautobahn in Bangkok, der Hauptstadt von Thailand.
Der Sirat-Expressway wird von der Bangkok Expressway Public Company Limited betrieben. Diese Strecke 38,4 km lange wurde gebaut, um den innerstädtischen Verkehr und den Chalerm Maha Nakhon Expressway zu entlasten. Sie führt von der Rama-IX.-Straße (Thanon Phra Ram 9) nach Bang Sue, wo sie in den Udon Ratthaya Expressway übergeht, mit einem Abzweig zur Thanon Ratchadaphisek (Ratchadaphisek-Straße), wo sie am Kreuz Sri Nagarindra in den Bangkok-Chonburi Motorway mündet.
Die einzelnen Teilabschnitte wurden wie folgt in Betrieb genommen:
- 2. September 1993: Der Sektor A führt über eine Länge von 12,4 km von der Thanon Ratchadaphisek bis zur Thanon Phra Ram 9, wo er auf den Chalerm Maha Nakhon Expressway trifft.
- 6. Oktober 1996: Sektor B zweigt an dem Dreieck Phaya Thai von Sektor A ab und führt über eine Strecke von 9,4 km bis Bang Khlo.
- 2. September 1993: Sektor C führt über eine Länge von 8 km von der Thanon Chaeng Wattana, wo er an den Udon Ratthaya Expressway anschließt, über die Thanon Prachachuen bis zur Thanon Ratchadaphisek, wo er auf Sektor A trifft.
- 2. Dezember 1998: Sektor D Phase I – Soi Asoke bis Khlong Saen Saep, Länge 3,4 km.
- 1. März 2000: Sektor D Phase II – Khlong Saen Saeb bis zum Kreuz Sri Nagarindra, Länge 5,2 km.

Diese Stadtautobahn wird auch als „Second stage expressway“ bezeichnet, da es sich um die zweite Ausbaustufe des Hochstraßensystems von Bangkok handelt.